# Liste der denkmalgeschützten Objekte in Slovenská Ľupča
Die Liste der denkmalgeschützten Objekte in Slovenská Ľupča enthält die 45 nach slowakischen Denkmalschutzvorschriften geschützten Objekte in der Gemeinde Slovenská Ľupča im Okres Banská Bystrica.

## Denkmäler
| Foto |                 | Denkmal / č. ÚZPF                                 | Standort / Konskr. Nr.                            | Offizielle Beschreibung                               | Beschreibung                                                                              | Metadaten                                                                    |
| ---- | --------------- | ------------------------------------------------- | ------------------------------------------------- | ----------------------------------------------------- | ----------------------------------------------------------------------------------------- | ---------------------------------------------------------------------------- |
| ja   | Datei hochladen | Säule auf Sockel-Kopie(sk) ObjektID: 601-79/1     | Standort KG: Slovenská Ľupča Konskr.Nr.:          | valcový - kópia obelisku a architektúry               | zylindrisch                                                                               | č. NKP: 601-79/1 Stand des NKP: 2012-02-08 Name: STLP S PODSTAVCOM-KÓPIA     |
| ja   | Datei hochladen | Statue 1-Kopie(sk) ObjektID: 601-79/2             | Standort KG: Slovenská Ľupča Konskr.Nr.:          | Panna Mária-Immaculata - kópia sochy Panny Márie      | Unbefleckte Jungfrau Maria                                                                | č. NKP: 601-79/2 Stand des NKP: 2012-02-08 Name: SOCHA-KÓPIA I.              |
| ja   | Datei hochladen | Statue 2-Kopie(sk) ObjektID: 601-79/3             | Standort KG: Slovenská Ľupča Konskr.Nr.:          | sv.Gabriel archanjel - kópia sochy archanj.Gabriela   | Erzengel Gabriel                                                                          | č. NKP: 601-79/3 Stand des NKP: 2012-02-08 Name: SOCHA-KÓPIA II.             |
| ja   | Datei hochladen | Statue 3-Kopie(sk) ObjektID: 601-79/4             | Standort KG: Slovenská Ľupča Konskr.Nr.:          | sv.Rafael archanjel - kópia sochy archanj.Rafaela     | Erzengel Rafael                                                                           | č. NKP: 601-79/4 Stand des NKP: 2012-02-08 Name: SOCHA-KÓPIA III.            |
|      | Datei hochladen | Statue 4-Kopie(sk) ObjektID: 601-79/5             | KG: Slovenská Ľupca Konskr.Nr.:                   | sv.Michal archanjel - kópia sochy archanj.Michala     | Erzengel Michael                                                                          | č. NKP: 601-79/5 Stand des NKP: 2012-02-08 Name: SOCHA-KÓPIA IV.             |
|      | Datei hochladen | Statue 5-Kopie(sk) ObjektID: 601-79/6             | KG: Slovenská Ľupča Konskr.Nr.:                   | putti I.                                              | Putten 1                                                                                  | č. NKP: 601-79/6 Stand des NKP: 2012-02-08 Name: SOCHA-KÓPIA V.              |
|      | Datei hochladen | Statue 6-Kopie(sk) ObjektID: 601-79/7             | KG: Slovenská Ľupča Konskr.Nr.:                   | putti II.                                             | Putten 2                                                                                  | č. NKP: 601-79/7 Stand des NKP: 2012-02-08 Name: SOCHA-KÓPIA VI.             |
|      | Datei hochladen | Statue 7-Kopie(sk) ObjektID: 601-79/8             | KG: Slovenská Ľupča Konskr.Nr.:                   | putti III.                                            | Putten 3                                                                                  | č. NKP: 601-79/8 Stand des NKP: 2012-02-08 Name: SOCHA-KÓPIA VII.            |
|      | Datei hochladen | Statue 8-Kopie(sk) ObjektID: 601-79/9             | KG: Slovenská Ľupča Konskr.Nr.:                   | putti IV.                                             | Putten 4                                                                                  | č. NKP: 601-79/9 Stand des NKP: 2012-02-08 Name: SOCHA-KÓPIA VIII.           |
|      | Datei hochladen | Statue 9-Kopie(sk) ObjektID: 601-79/10            | KG: Slovenská Ľupča Konskr.Nr.:                   | putti V.                                              | Putten 5                                                                                  | č. NKP: 601-79/10 Stand des NKP: 2012-02-08 Name: SOCHA-KÓPIA IX.            |
|      | Datei hochladen | Säule auf Sockel(sk) ObjektID: 601-79/11          | KG: Slovenská Ľupča Konskr.Nr.:                   | valcový - originál obelisku                           | zylindrisch                                                                               | č. NKP: 601-79/11 Stand des NKP: 2012-02-08 Name: STLP S PODSTAVCOM          |
|      | Datei hochladen | Statue 1(sk) ObjektID: 601-79/12                  | KG: Slovenská Ľupča Konskr.Nr.:                   | Panna Mária-Immaculata - originál sochy Panny Márie   | Unbefleckte Jungfrau Maria                                                                | č. NKP: 601-79/12 Stand des NKP: 2012-02-08 Name: SOCHA I.                   |
|      | Datei hochladen | Statue 2(sk) ObjektID: 601-79/13                  | KG: Slovenská Ľupča Konskr.Nr.:                   | sv.Gabriel archanjel - originál sochy archan.Gabriela | Erzengel Gabriel                                                                          | č. NKP: 601-79/13 Stand des NKP: 2012-02-08 Name: SOCHA II.                  |
|      | Datei hochladen | Statue 3(sk) ObjektID: 601-79/14                  | KG: Slovenská Ľupča Konskr.Nr.:                   | sv.Rafael archanjel - originál sochy archan.Rafaela   | Erzengel Rafael                                                                           | č. NKP: 601-79/14 Stand des NKP: 2012-02-08 Name: SOCHA III.                 |
|      | Datei hochladen | Statue 4(sk) ObjektID: 601-79/15                  | KG: Slovenská Ľupča Konskr.Nr.:                   | sv.Michal archanjel - originál sochy archan.Michala   | Erzengel Michael                                                                          | č. NKP: 601-79/15 Stand des NKP: 2012-02-08 Name: SOCHA IV.                  |
|      | Datei hochladen | Gedenkbaum(sk) ObjektID: 601-177/1                | KG: Slovenská Ľupča Konskr.Nr.:                   | popravení partizáni                                   | für hingerichtete Partisanen                                                              | č. NKP: 601-177/1 Stand des NKP: 2012-02-08 Name: STROM PAMÄTNÝ              |
|      | Datei hochladen | Denkmal(sk) ObjektID: 601-177/2                   | KG: Slovenská Ľupča Konskr.Nr.:                   | popravení partizáni                                   | für hingerichtete Partisanen                                                              | č. NKP: 601-177/2 Stand des NKP: 2012-02-08 Name: POMNÍK                     |
|      | Datei hochladen | Gedenkbaum(sk) ObjektID: 601-177/3                | KG: Slovenská Ľupča Konskr.Nr.:                   | popravení partizáni                                   | für hingerichtete Partisanen                                                              | č. NKP: 601-177/3 Stand des NKP: 2012-02-08 Name: STROM PAMÄTNÝ              |
| ja   | Datei hochladen | Kirche(sk) ObjektID: 601-78/1                     | 273 Standort KG: Slovenská Ľupča Konskr.Nr.: 273  | r.k.sv.Trojice                                        | römisch-katholische Kirche heilige Dreifaltigkeit                                         | č. NKP: 601-78/1 Stand des NKP: 2012-02-08 Name: KOSTOL                      |
|      | Datei hochladen | Friedhof neben der Kirche(sk) ObjektID: 601-78/2  | 273 KG: Slovenská Ľupča Konskr.Nr.: 273           | neskúmané                                             | nicht untersucht                                                                          | č. NKP: 601-78/2 Stand des NKP: 2012-02-08 Name: CINTORÍN PRÍKOSTOLNÝ        |
| BW   | Datei hochladen | Umfassungsmauer der Kirche(sk) ObjektID: 601-78/3 | 273 Standort KG: Slovenská Ľupča Konskr.Nr.: 273  | kamen - opevnenie                                     |                                                                                           | č. NKP: 601-78/3 Stand des NKP: 2012-02-08 Name: MÚR OHRADNÝ                 |
| ja   | Datei hochladen | Burgpalast(sk) ObjektID: 601-77/1                 | Standort KG: Slovenská Ľupča Konskr.Nr.: 531      | hradné jadro - Lupciansky zámok                       | Kernburg                                                                                  | č. NKP: 601-77/1 Stand des NKP: 2012-02-08 Name: PALÁC HRADNÝ                |
| BW   | Datei hochladen | Burgmauer(sk) ObjektID: 601-77/2                  | Standort KG: Slovenská Ľupča Konskr.Nr.: 531      | hradné jadro - opevnenie-múr pláštový                 | Kernburg                                                                                  | č. NKP: 601-77/2 Stand des NKP: 2012-02-08 Name: MÚR HRADBOVÝ PLÁŠTOVÝ       |
| BW   | Datei hochladen | Zufluchtsturm(sk) ObjektID: 601-77/3              | Standort KG: Slovenská Ľupča Konskr.Nr.: 531      | hradné jadro - valcová veža                           | Kernburg                                                                                  | č. NKP: 601-77/3 Stand des NKP: 2012-02-08 Name: VEŽA ÚTOCIŠTNÁ              |
| BW   | Datei hochladen | Barbakan mit Tor(sk) ObjektID: 601-77/4           | Standort KG: Slovenská Ľupča Konskr.Nr.: 531      | hradné jadro - opevnenie-brána,vpadlina,              | Kernburg                                                                                  | č. NKP: 601-77/4 Stand des NKP: 2012-02-08 Name: BARBAKÁN S BRÁNOU           |
| BW   | Datei hochladen | südliche Bastion(sk) ObjektID: 601-77/5           | Standort KG: Slovenská Ľupča Konskr.Nr.: 531      | hradné jadro - opevnenie-bašta                        | Kernburg                                                                                  | č. NKP: 601-77/5 Stand des NKP: 2012-02-08 Name: BAŠTA JUŽNÁ                 |
| BW   | Datei hochladen | Burgkapelle(sk) ObjektID: 601-77/6                | Standort KG: Slovenská Ľupča Konskr.Nr.: 531      | hradné jadro - kaplnka                                | Kernburg                                                                                  | č. NKP: 601-77/6 Stand des NKP: 2012-02-08 Name: KAPLNKA HRADNÁ              |
| BW   | Datei hochladen | Turm mit Zisterne(sk) ObjektID: 601-77/7          | Standort KG: Slovenská Ľupča Konskr.Nr.: 531      | hradné jadro                                          | Kernburg                                                                                  | č. NKP: 601-77/7 Stand des NKP: 2012-02-08 Name: VEŽA S CISTERNOU            |
| ja   | Datei hochladen | Burgbrunnen(sk) ObjektID: 601-77/8                | KG: Slovenská Ľupča Konskr.Nr.: 531               | hradné jadro                                          | Kernburg                                                                                  | č. NKP: 601-77/8 Stand des NKP: 2012-02-08 Name: STUDNA HRADNÁ               |
|      | Datei hochladen | Arkadendurchgang(sk) ObjektID: 601-77/9           | KG: Slovenská Ľupča Konskr.Nr.: 531               | hradné jadro                                          | Kernburg                                                                                  | č. NKP: 601-77/9 Stand des NKP: 2012-02-08 Name: CHODBA ARKÁDOVÁ             |
| BW   | Datei hochladen | Schlosshof 1(sk) ObjektID: 601-77/10              | Standort KG: Slovenská Ľupča Konskr.Nr.: 531      | hradné jadro - nádvorie horného hradu                 | Kernburg, oberer Schlosshof                                                               | č. NKP: 601-77/10 Stand des NKP: 2012-02-08 Name: NÁDVORIE HRADNÉ I.         |
| BW   | Datei hochladen | westliche Burgmauer(sk) ObjektID: 601-77/11       | Standort KG: Slovenská Ľupča Konskr.Nr.: 531      | predhradie - múr obranný západný                      | äußere Wehr                                                                               | č. NKP: 601-77/11 Stand des NKP: 2012-02-08 Name: MÚR HRADBOVÝ ZÁPADNÝ       |
| BW   | Datei hochladen | südöstliche Bastion(sk) ObjektID: 601-77/12       | Standort KG: Slovenská Ľupča Konskr.Nr.: 531      | predhradie - opevnenie-kruhová bašta                  | äußere Wehr                                                                               | č. NKP: 601-77/12 Stand des NKP: 2012-02-08 Name: BAŠTA JUHOVÝCHODNÁ         |
| BW   | Datei hochladen | nordöstliche Bastion(sk) ObjektID: 601-77/13      | Standort KG: Slovenská Ľupča Konskr.Nr.: 531      | predhradie - bastión                                  | äußere Wehr                                                                               | č. NKP: 601-77/13 Stand des NKP: 2012-02-08 Name: BAŠTA SEVEROVÝCHODNÁ       |
| BW   | Datei hochladen | nördliche Bastion(sk) ObjektID: 601-77/14         | Standort KG: Slovenská Ľupča Konskr.Nr.: 531      | predhradie - bastión                                  | äußere Wehr                                                                               | č. NKP: 601-77/14 Stand des NKP: 2012-02-08 Name: BAŠTA SEVERNÁ              |
|      | Datei hochladen | Stiegenhaus(sk) ObjektID: 601-77/15               | KG: Slovenská Ľupča Konskr.Nr.: 531               | predhradie                                            | äußere Wehr                                                                               | č. NKP: 601-77/15 Stand des NKP: 2012-02-08 Name: SCHODISKO                  |
|      | Datei hochladen | Waisenhaus(sk) ObjektID: 601-77/16                | KG: Slovenská Ľupča Konskr.Nr.: 531               | predhradie - Gizelin dom,Gizelin palác                | äußere Wehr, Haus Gizelin                                                                 | č. NKP: 601-77/16 Stand des NKP: 2012-02-08 Name: SIROTINEC                  |
|      | Datei hochladen | Wirtschaftsgebäude(sk) ObjektID: 601-77/17        | KG: Slovenská Ľupča Konskr.Nr.: 531               | predhradie                                            | äußere Wehr                                                                               | č. NKP: 601-77/17 Stand des NKP: 2012-02-08 Name: STAVBY HOSPODÁRSKE         |
| BW   | Datei hochladen | Burgvorhof 2(sk) ObjektID: 601-77/18              | Standort KG: Slovenská Ľupča Konskr.Nr.: 531      | predhradie - nádvorie dolného hradu                   | äußere Wehr                                                                               | č. NKP: 601-77/18 Stand des NKP: 2012-02-08 Name: NÁDVORIE HRADNÉ II.        |
| BW   | Datei hochladen | nordwestliche Burgmauer(sk) ObjektID: 601-77/19   | Standort KG: Slovenská Ľupča Konskr.Nr.: 531      | predhradie - múr obranný severozápadný                | äußere Wehr                                                                               | č. NKP: 601-77/19 Stand des NKP: 2012-02-08 Name: MÚR HRADBOVÝ SEVEROZÁPADNÝ |
| ja   | Datei hochladen | ehemaliges Kloster(sk) ObjektID: 601-11429/1      | Dolná ul. KG: Slovenská Ľupča Konskr.Nr.:         | skúmané,prezentované - kapucínsky al.františkánsky k. | untersucht, ausgestellt, Kapuziner und Franziskaner                                       | č. NKP: 601-11429/1 Stand des NKP: 2012-02-08 Name: KLÁŠTOR ZANIKNUTÝ        |
|      | Datei hochladen | ehemalige Kirche(sk) ObjektID: 601-11429/2        | Dolná ul. KG: Slovenská Ľupča Konskr.Nr.:         | r.k.Blahoslavenej P.M. - základy lode a veže kostola  | römisch-katholische Kirche gesegnete Jungfrau Maria, Fundamente des Schiffs und Kirchturm | č. NKP: 601-11429/2 Stand des NKP: 2012-02-08 Name: KOSTOL ZANIKNUTÝ         |
|      | Datei hochladen | ehemaliges Spital(sk) ObjektID: 601-11429/3       | Dolná ul. KG: Slovenská Ľupča Konskr.Nr.:         | skúmané,prezentované - domus hospitalis               | untersucht, ausgestellt                                                                   | č. NKP: 601-11429/3 Stand des NKP: 2012-02-08 Name: ŠPITÁL ZANIKNUTÝ         |
| ja   | Datei hochladen | Kirche(sk) ObjektID: 601-11545/0                  | SNP nám. Standort KG: Slovenská Ľupča Konskr.Nr.: | ev.a.v. - farský kostol                               | evangelische Pfarrkirche                                                                  | č. NKP: 601-11545/0 Stand des NKP: 2012-02-08 Name: KOSTOL                   |
| BW   | Datei hochladen | Denkmal(sk) ObjektID: 601-179/0                   | SNP nám. Standort KG: Slovenská Ľupča Konskr.Nr.: | padlí partizáni                                       | für die gefallenen Partisanen                                                             | č. NKP: 601-179/0 Stand des NKP: 2012-02-08 Name: POMNÍK                     |

## Legende
Die Tabelle enthält im Einzelnen folgende Informationen:
| Foto:                    | Fotografie des Denkmals. |
| Denkmal / č. ÚZPF:       | Die Übersetzung der Bezeichnung des Denkmals, wie sie vom Slowakischen Denkmalamt (Pamiatkový úrad Slovenskej republiky) verwendet wird. Die Originalbezeichnung ist unter dem Fragezeichen angegeben. Fehlt die Übersetzung, so wird die Originalbezeichnung direkt angezeigt. Weiters ist die Objekt-Identifikationsnummer (Objekt ID) angeführt. Sie ist die offizielle, in der Slowakei eindeutige Nummer č. ÚZPF inklusive der zugehörigen Zählnummer, wie sie in den Daten des Denkmalamtes angegeben wird. Da diese nur innerhalb eines Landkreises gezählt wird, ist dessen Nummer der Denkmalnummer vorangestellt. |
| Standort:                | Wenn in der Liste vorhanden, ist die Adresse angegeben. In Klammern kann sich noch eine zusätzliche Adresse befinden, wenn es beispielsweise ein Eckhaus ist. Bei freistehenden Objekten ohne Adresse (zum Beispiel bei Bildstöcken) ist eine Adresse angegeben, die in der Nähe des Objekts liegt. Durch Aufruf des Links Standort wird die Lage des Denkmals in verschiedenen Kartenprojekten angezeigt. Darunter sind die Katastralgemeinde (KG) und, wenn vorhanden, die Konskriptionsnummer (Konskr. Nr.) angegeben.                                                                                                   |
| Offizielle Beschreibung: | Es ist die Kurzbeschreibung auf Slowakisch, wie sie in den offiziellen Listen angegeben ist, eingetragen. |
| Beschreibung:            | Kurze Angaben zum Denkmal auf Deutsch. |
| Metadaten:               | Zusätzlich werden, wenn in den persönlichen Einstellungen das Helferlein Dauerhaftes Einblenden von Metadaten aktiviert ist, ebensolche angezeigt. |

- Karte mit allen Koordinaten:
- OSM |
- WikiMap